# Bojovník (film)
Bojovník (v anglickém originále The Brave) je americký dramatický film z roku 1997. Režisérem filmu je Johnny Depp. Hlavní role ve filmu ztvárnili Marlon Brando, Johnny Depp, Marshall Bell, Elpidia Carrillo a Frederic Forrest.

## Obsazení
| Marlon Brando         | McCarthy      |
| Johnny Depp           | Raphael       |
| Marshall Bell         | Larry         |
| Elpidia Carrillo      | Rita          |
| Frederic Forrest      | Lou Sr.       |
| Clarence Williams III | otec Stratton |
| Max Perlich           | Lou Jr.       |
| Luis Guzmán           | Luis          |